# Miniopterus shortridgei
Miniopterus shortridgei är en fladdermus i familjen läderlappar som förekommer i Sydostasien. Populationen behandlades länge som underart till Miniopterus australis men kategoriseras sedan 2002 som god art.

## Utseende
Den blir 34 till 46 mm lång (huvud och bål), har en cirka 37 mm lång svans och 33 till 39 mm långa underarmar. Öronen är 8 till 11 mm långa. Pälsen på ovansidan är ofta rödbrun och ibland mörkbrun. Håren som bildar undersidans päls är främst chokladbruna med korta rödbruna spetsar. Flyglarna[förklaring behövs] slutar vid lägsta punkten av skenbenet. Jämförd med Miniopterus pusillus som lever i samma region är arten mindre.

## Utbredning
Miniopterus shortridgei har observerats på flertalet öar mellan Java och Timor.

## Ekologi
Det är inte känt vilket habitat fladdermusen föredrar. Antagligen är arten liksom andra släktmedlemmar nattaktiv och den har troligen mjuka insekter som föda.

## Status och hot
Möjliga hot och populationens storlek är inte dokumenterade. IUCN listar Miniopterus shortridgei med kunskapsbrist (DD).